# Omar/Sulla tua mano
Omar/Sulla tua mano è un singolo della cantante italiana Orietta Berti, pubblicato nel 1976 dalla casa discografica Polydor.

## Descrizione
Il brano Omar è dedicato al primogenito dell'artista ed è stato portato in gara al Festival di Sanremo 1976 dove si è classificato undicesimo.
Entrambi i brani fanno parte dell'album Zingari....

## Tracce
1. Omar
2. Sulla tua mano